# Joseph Frieberth
Johann Joseph Frieberth (auch Friebert oder Fribert) (* 4. Dezember 1724 in Gnadendorf, Niederösterreich; † 6. August 1799 in Passau) war ein österreichischer Komponist und Hofkapellmeister.

## Leben
Joseph Frieberth, dessen Brüder Thomas und Karl ebenfalls Musiker waren, wirkte über drei Jahrzehnte als Hofkapellmeister in Passau und diente den Bischöfen Leopold Ernst von Firmian und Joseph Franz Anton von Auersperg. Beide stellten großzügige Mittel für ein Orchester von 24 Mann zur Verfügung.

## Werke
Frieberth komponierte vor allem Kirchenmusik, aber auch Singspiele und Opern vor allem für den Passauer fürstbischöflichen Hof.
Singspiele
- Das Serail oder Die unvermuthete Zusammenkunft in der Sclaverey zwischen Vater, Tochter und Sohn. 1778 in Erlangen uraufgeführt, diente als Inspiration für Mozarts Zaide
- Die Würkung der Natur.  1774, Schloss Batthyány
- Die beste Wahl oder Das von den Göttern bestimmte Loos, uraufgeführt 19. Februar 1778 in Nürnberg
- Adelstan und Röschen, uraufgeführt am 4. Januar 1782 Salzburg

Italienische Opern (zwischen 1764 und 1774 in Passau uraufgeführt)
- Il componimento
- Il natale di Giove, nach Pietro Metastasio
- Dafne vendicata
- La Galatea
- La Zenobia, nach Pietro Metastasio
- Angelica e Medoro

Oratorien
- Giuseppe riconosciuto, nach Pietro Metastasio

Von Frieberths Werken ist heute vor allem seine Bearbeitung des Karfreitags-Oratoriums von Joseph Haydn bekannt. Haydn schuf 1787 ein Orchesterwerk Die sieben letzten Worte unseres Erlösers am Kreuze als Trauermusik für den Bischof von Cádiz. Dieses wurde von Frieberth in ein Oratorium für Chor und Orchester umgearbeitet. Haydn hörte Frieberths Bearbeitung 1794 bei einer Aufführung in Passau und veränderte diese zur heute vorliegenden Oratorien-Fassung.